# Basin (Wyoming)
Basin – miasto (town), ośrodek administracyjny hrabstwa Big Horn, w północnej części stanu Wyoming, w Stanach Zjednoczonych, położone nad rzeką Bighorn. W 2010 roku miasto liczyło 1285 mieszkańców.
Osada powstała w 1896 roku i otrzymała nazwę Basin City. W 1902 roku nastąpiło formalne założenie miasta, przemianowanego wówczas na Basin. Swoją nazwę miasto zawdzięcza położeniu w kotlinie Bighorn Basin.
Lokalna gospodarka opiera się na rolnictwie, przemyśle spożywczym (przetwórstwo buraków cukrowych, fasoli), górnictwie (wydobycie bentonitu) i turystyce.